# Capital Tower (Singapore)
De Capital Tower is een wolkenkrabber in Singapore. Het kantoorgebouw werd in 2000 voltooid en is ontworpen door RSP Architects. De aannemer was Ssangyoung Engineering & Construction. Het gebouw werd oorspronkelijk voor de Post Office Savings Bank gebouwd en stond toen ook bekend als het PosBank Headquarters Building. Tijdens de bouw werd het bedrijf echter overgenomen door de DBS Bank. Deze bank bezat echter al twee gebouwen een aantal straten verderop, dus werd het gebouw het hoofdkantoor CapitaLand.
Het gebouw is 254 meter hoog en heeft een oppervlakte van 95.556 vierkante meter. Het bevat 52 bovengrondse en 1 ondergrondse verdieping. De Capital Tower heeft 35 liften en 415 parkeerplaatsen en bevat onder andere een skylobby en een observatiedek.